# آلار رایا
آلار رایا (استونیایی: Allar Raja؛ زادهٔ ۲۲ ژوئن ۱۹۸۳) قایقران روئینگ اهل استونی است.
از افتخارات وی می‌توان به کسب مدال برنز قایقرانی روئینگ چهار نفره دو پارو در بازی‌های المپیک تابستانی ۲۰۱۶ اشاره کرد.